# 흠흠신서
흠흠신서(欽欽新書)는 다산 정약용 선생이 1822년에 저술한 책으로서 모두 30권 10책으로 구성되어 있다. 조선 시대의 형법을 다룬 서적이다.
이 저서는 원래 중국 원나라 저서 《무원록(無冤錄)》과 중국 명나라 저서 《대명률(大明律)》 이 두 저서(둘 모두 원래 중국 저서)를 조선(朝鮮) 시대만의 "탈중국 성향 선민적 민본주의 법치군주제(脫中國 性向 先民的 體制 民本主義 法治君主制) 정서" 관련 형태로써 재해석한 저서이고 특히 무엇보다 《무원록(無冤錄)》과 《대명률(大明律)》 이 둘과는 두드러진 차별성이 담긴 "애민적 정상참작(愛民的 情狀參酌)"으로써 형법 관련 규칙을 유도하는 내용이 있다는 것이 특징이다. 다산 선생의 저서중 《경세유표》, 《목민심서》와 함께 1표(表) 2서(書)라고 일컬어지는 대표적 저서이다.

## 구성
- 경사요의 - 3권

범죄인에게 적용하던 《대명률》과 《경국대전》 형벌규정의 기본 원리와 지도이념이 되는 고전적 유교경전 가운데 중요 부분이 요약, 논술되어 있다. 또한 중국과 조선의 판례 115건이 분류, 소개되어 있다.
- 비상전초 - 5권
- 의율차례 - 4권
- 상형추의 - 15권
- 전발무사 - 3권